# Josef Jaroslav Filipi
Josef Jaroslav Filipi (15. dubna 1875 Bojmany – 28. února 1954 Ústí nad Orlicí) byl český pedagog, textilní výtvarník, grafik, kreslíř a spisovatel.

## Život
Narodil se v obci Bojmany do rodiny místního učitele Antonína Filipiho. Po absolvování základního vzdělání pokračoval ve studiu na uměleckoprůmyslové škole v Praze, na níž v roce 1993 absolvoval. Během pražských studií se seznámil s malířem Herbertem Masarykem a později s celou jeho rodinou. Při této příležitosti se několikrát setkal i s T. G. Masarykem a byl častým hostem na nedělních odpoledních diskusích. V dalším studiu pokračoval na tkalcovské škole ve Varnsdorfu. Po studiích se vydal na dráhu pedagoga a zprvu působil jako asistent kreslení na textilní škole v Liberci a na odborné škole pletařské ve Strakonicích. Později, po složení všech potřebných zkoušek působil jako učitel na textilních školách v Humpolci, ve Dvoře Králové nad Labem a následně na odborné škole tkalcovské ve Frýdku, jako její ředitel.
V roce 1935, již jako učitel ve výslužbě se přestěhoval do Ústí nad Orlicí, kde započal literárně zpracovávat své zážitky s rodinou presidenta republiky T. G. Masaryka. Rukopis dokončil v březnu 1938, kniha však vzhledem k událostem nebyla vydána. Vydalo ji až nakladatelství Čin v Praze v roce 1947 pod názvem "S Masarykovými". V letech 1942–1945 byl Josef Jaroslav Filipi s celou rodinou internován ve svatobořickém internačním táboře. Důvodem byl ilegální odchod jeho syna Bohdana do zahraniční, kde vstoupil do řad Československé armády. Během pobytu v internačním táboře sepisoval kroniku, kterou obohacoval svými kresbami. Kronika byla zveřejněna teprve v roce 2000, kdy vyšla jako součást knihy Josefa Havla "Poupata ožehlá nenávistí" pod názvem "Za prkenným plotem".
Josef Jaroslav Filipi během svého učitelského působení vydal mimo časopiseckých článků i několik pedagogických publikací. Byl autorem mnoha návrhů na textilie, prapory, sgrafita, diplomy a byl rovněž i literárně činný. Ve svých kresbách a akvarelech ztvárňoval českou krajinu, místa svého působení.
Josef Jaroslav Filipi zemřel 28. února 1954 v Ústí nad Orlicí a je pohřben na ústeckém hřbitově.

## Literární dílo
- 1908 – Nejvolnější způsoby kreslířské
- 1910 – Linoleové tisky ve škole
- 1912 – Plošná stylisace dle přírody
- 1947 – S Masarykovými[4]